# 致达朗贝尔的信
《致达朗贝尔的信》（法語：Lettre a M. D'Alembert sur les spectacles），是让-雅克·卢梭在1758年所写的一篇批评文章，其反对让·勒朗·达朗贝尔发表在《百科全书，或科学、艺术和工艺详解词典》上建议在日内瓦设立剧院的观点。卢梭在信中进行广泛的社会背景分析，试图说服达朗贝尔和日内瓦人，剧院可能对日内瓦的社会道德带来的潜在灾难 ，威胁理想的自然生活方式。